# Carmide (zio di Platone)
Càrmide (in greco antico: Χαρμίδης?, Charmídēs; Atene, V secolo a.C. – Munichia, 403 a.C.) è stato un nobile greco antico vissuto intorno alla metà del V secolo a.C.
Figlio di Glaucone e fratello di Perictione, fu zio di Platone e amico di Socrate. Influente sostenitore del Partito Conservatore, nel 404 a.C. parteggiò per il governo dei Trenta Tiranni, allora caduto. Morì nel 403 a.C. cercando a Munichia di impedire l'ingresso ad Atene di Trasibulo e degli altri democratici.
È uno dei personaggi protagonisti del dialogo platonico Carmide.